# جون تي رولاند
جون تي رولاند (بالإنجليزية: John T. Rowland)‏ هو مهندس معماري أمريكي، ولد في 1871، وتوفي في 22 يناير 1945.